# Bermudy na Igrzyskach Imperium Brytyjskiego 1934
Bermudy wystartowały na Igrzyskach Imperium Brytyjskiego w 1934 roku w Londynie jako jedna z 16 reprezentacji. Była to druga edycja tej imprezy sportowej oraz drugi start bermudzkich zawodników. Startowali jedynie w lekkoatletyce. Reprezentacja nie zdobyła żadnych medali.